# 阮明顯
阮明顯（1948年2月1日—）是第八至九屆越南共產黨中央委員會委員，曾任河內理工大學校長。
2006年，阮明顯因在担任越南教育培訓部期间違規使用公費留學英國，而被時任總理阮晉勇勒令還錢。